# Nederlands kampioenschap tafeltennis 2012
Het Nederlands kampioenschap tafeltennis 2012 werd gehouden in Eindhoven op 3 en 4 maart 2012. Het was (voorlopig) de laatste maal dat er gespeeld werd in het Indoor-Sportcentrum te Eindhoven.
Op het programma stonden vijf onderdelen:
- Enkelspel mannen. Regerend kampioen was Martijn de Vries.
- Enkelspel vrouwen. Regerend kampioen was Li Jiao.
- Dubbelspel mannen. Regerend kampioenen waren Nathan van der Lee en Barry Wijers.
- Dubbelspel vrouwen. Regerend kampioenen waren Li Jiao en Li Jie.
- Gemengd dubbel. Regerend kampioenen waren Daan Sliepen en Linda Creemers.

## Medaillewinnaars
| Onderdeel        | Goud                         | Zilver                            | Brons                                                          |
| Enkelspel (m)    | Barry Wijers                 | Michel de Boer                    | Martijn de Vries Pepijn Leppers                                |
| Enkelspel (v)    | Li Jiao                      | Li Jie                            | Jelena Timina Yana Timina                                      |
| Dubbel (m)       | Rajko Gommers Koen Hageraats | Nathan van der Lee Barry Wijers   | Casper ter Lüün Boris de Vries Wai Lung Chung Daan Sliepen     |
| Dubbel (v)       | Li Jie Jelena Timina         | Alice Barendregt Monique Posthuma | Tali Cohen Brenda Vonk-Huntelerslag Britt Eerland Nicky Zetsen |
| Dubbel (gemengd) | Barry Wijers Carla Nouwen    | Gerard Bakker jr. Kim Vermaas     | Laurens Tromer Rianne van Duin Martijn de Vries Nicky Zetsen   |